# Reto Perl
Reto Perl, švicarski hokejist, * 23. november 1923, Davos, Švica, † 1987.
Perl je bil hokejist kluba HC Davos v švicarski ligi in švicarske reprezentance, s katero je nastopil na enih olimpijskih igrah, kjer je osvojil eno bronasto medaljo, in več Svetovnih prvenstvih. Za reprezentanco je branil na dvajsetih tekmah. 